# Elezioni presidenziali in Mali del 2007
Le elezioni presidenziali in Mali del 2007 si tennero il 29 aprile.

## Risultati
| Candidati               | Partiti                                                   | Voti      | %     |
| ----------------------- | --------------------------------------------------------- | --------- | ----- |
| Amadou Toumani Touré    | Indipendente (Adéma-PASJ - URD)                           | 1 612 912 | 71,20 |
| Ibrahim Boubacar Keïta  | Raggruppamento per il Mali                                | 433 897   | 19,15 |
| Tiébilé Dramé           | Partito per la Rinascita Nazionale                        | 68 956    | 3,04  |
| Oumar Mariko            | Solidarietà Africana per la Democrazia e l'Indipendenza   | 61 670    | 2,72  |
| Mamadou Blaise Sangaré  | Convenzione Social Democratica                            | 35 776    | 1,58  |
| Soumeylou Boubèye Maïga | Convergenze 2007                                          | 32 973    | 1,46  |
| Sidibé Aminata Diallo   | Raggruppamento per l'Educuzione e lo Sviluppo Sostenibile | 12 443    | 0,55  |
| Madiassa Maguiraga      | Indipendente                                              | 6 856     | 0,30  |
| Totale                  | Totale                                                    | 2 265 483 | 100   |